# Дом Г. А. Поляка
Дом Г. А. Поляка — памятник градостроительства и архитектуры в историческом центре Нижнего Новгорода. Построен в 1890-е годы.
Представляет собой пример богатого дома-особняка конца XIX века, выстроенного в духе академической эклектики. Наряду с соседними домами, фиксирует выход улицы Пожарского на набережную Зеленского съезда и улицы Пискунова. Является фрагментом исторической городской застройки, отражающей эволюцию развития города.

## История
История городской усадьбы на месте существующего домовладения прослеживается с конца XVIII века. Впервые она занесена на фиксационный план Нижнего Новгорода в 1799 году. В 1812 году на усадьбе, в доме советника губернского правления И. А. Аверкиева, останавливался выдающийся писатель и историк Николай Михайлович Карамзин (1766—1826), эвакуировавшийся из Москвы, после её захвата войсками Наполеона. Пребывание историка с семьёй в доме давнего знакомого И. А. Аверкиева отмечено в письме самого Н. М. Карамзина к И. И. Дмитриеву от 11 октября 1812 года. Долгое время в краеведческой литературе считалось, что местом временного проживания Карамзина был дом № 8 по улице Ульянова (Тихоновской), однако нижегородским историком А. И. Давыдовым установлено, что проживал писатель в усадьбе Аверкиева на Осыпной (Пискунова) улице. Проживали Карамзины в усадьбе недолго, переехав в «хороший домик» С. А. Львова (располагался на месте, где спустя сто лет был выстроен Крестьянский поземельный банк).
В 1813 году были изменены границы усадьбы: часть территории отошла под прокладываемую Осыпную улицу, и в то же время усадьба расширялась вдоль Никольского (Зеленского, ныне — улица Пожарского) переулка. В 1816 году домовладение было продано коллежской секретарше Е. В. Польц. Наиболее ранний чертёж усадьбы датируется 1838 годом. В то время на ней располагались дом и соединённый с ним простой галереей жилой двухэтажный флигель в глубине участка, второй флигель, выходивший на Осыпную улицу, конюшня, сарай, амбар и погреба, объединённые в один служебный корпус. Главный дом был одноэтажным, с мезонином на две стороны. На бровке оврага располагались баня и колодец. Склон оврага занимал сад.
Архитектурно-пространственное построение усадьбы продолжало сохраняться до конца XIX века, когда при устройстве Почаинского съезда (проект 1881 года) от усадьбы была отрезана территория, расположенная в овраге. К началу 1890-х годов старые постройки были снесены. В 1892 году пустопорожнее место перешло в собственность Г. А. Поляка. В окладной книге 1896—1899 гг. на территории усадьбы уже был зафиксирован новый деревянный одноэтажный дом с каменным пристроем, сохранившийся до настоящего времени.
Григорий Абрамович Поляк — купец первой гильдии и меценат. Был представителем Каспийско-Черноморского пароходства Ротшильдов в Нижнем Новгороде, основателем торгового дома «Г. А. Поляк и сыновья». В 1898 году фирма Поляка вместе с Ротшильдами и группой Петербургского международного банка учредила нефтепромышленное и торговое общество «Мазут» в Нижнем Новгороде, Сормове, Ярославле, Москве и Астрахани. По приезде в Нижний Новгород Г. А. Поляк сразу включился в общественную жизнь, сделал многое для еврейской общины города.
В 1918 году дом был экспроприирован и переделан под муниципальное жильё. В 1990 году историческое здание приспособлено под проживание митрополита Николая (Кутепова), занимавшего Горьковскую кафедру с 1977 по 2001 год, с именем которого связано возрождение Горьковской (Нижегородской) епархии. В настоящее время дом остаётся резиденцией правящего архиерея — митрополита Нижегородского и Арзамасского.

## Архитектура
Здание представляет собой Г-образный в плане одноэтажный объём с каменным подвалом, перекрытый вальмой. Основной (первый) этаж выстроен из дерева (сруб из бруса), за исключением северо-западной части первого этажа, сложенной из керамического кирпича. Здание оштукатурено и окрашено. Фасады сохранили насыщенный тянутый и лепной декор. Сохранились подлинное архитектурно-художественное оформление интерьеров, деревянные филёнчатые двери, деревянные балюстрады лестниц.